# Fiorinia quercifolii
Fiorinia quercifolii är en insektsart som beskrevs av Ferris 1950. Fiorinia quercifolii ingår i släktet Fiorinia och familjen pansarsköldlöss. Inga underarter finns listade i Catalogue of Life.